# Woodworthia
Woodworthia es una género de geckos que pertenecen a la familia Diplodactylidae. Agrupa a 4 especies reconocidas, todas vivíparas, endémicas de Nueva Zelanda.

## Taxonomía
Se reconoce las siguientes especies:
- Woodworthia brunneus (Cope, 1869)
- Woodworthia chrysosireticus (Robb, 1980)
- Woodworthia korowai van Winkel, Wells, Harker & Hitchmough, 2023[3]
- Woodworthia maculatus (Gray, 1845)